# Wolfgang Stroothenke
Wolfgang Hendrik Stroothenke (* 15. November 1913 in Berlin; † 29. April oder 9. Mai 1945 in Ihlenfeld, heute Neuenkirchen) war ein deutscher Theologe.

## Leben und Wirken
Stroothenke besuchte das Lessing-Gymnasium in Berlin-Gesundbrunnen. Er studierte an der Friedrich-Wilhelms-Universität in Berlin Evangelische Theologie mit besonderem Interesse für Praktische Theologie und kirchliche Diakonie. Er war Mitglied im deutsch-nationalen Studentenbund und hielt Vorträge in Studentengruppen. Er verfasste geistliche Gedichte.
Nach Vorlage seiner theologischen und zugleich philosophischen Dissertation wurde er am 18. Oktober 1939 zum Lizenziaten der Theologie promoviert. Im Jahre 1939 erklärte er seine Mitarbeit am Institut zur Erforschung und Beseitigung des jüdischen Einflusses auf das deutsche kirchliche Leben.
Zu Stroothenkes Dissertation Erbpflege und Christentum schrieb der „Rassenhygieniker“ Fritz Lenz das Vorwort. Die Buchausgabe wurde vom Vatikan 1941 auf den Index der verbotenen Bücher gesetzt. Laut einem Bericht der Deutschen Botschaft beim Heiligen Stuhl war die Begründung hierfür die „Hervorhebung des sittlichen Wertes der Persönlichkeit unabhängig von ihren physischen und psychischen Eigenschaften, daher strikte Ablehnung der Euthanasie und der Sterilisierung“ durch den Vatikan. In der DDR wurde Erbpflege und Christentum 1952 auf die vom Ministerium für Volksbildung publizierte Liste der auszusondernden Literatur gesetzt.
Wolfgang Stroothenke war im Sommer 1940, als sein Buch veröffentlicht wurde, Unteroffizier der Reserve in Frankreich.
Er wurde Leutnant, dann Oberleutnant (Adjutant) bei der Flak. 1942 heiratete er Elisabeth Preuß (später Assistenzärztin in der Chirurgischen Universitäts-Klinik) in Erlangen und hatte mit ihr zwei Töchter. Am 29. April oder 9. Mai 1945 kam er bei Kämpfen in Ihlenfeld bei Neubrandenburg ums Leben und wurde dort mit anderen Soldaten in einem Soldatengrab auf dem Friedhof der Dorfkirche beerdigt.

## Werke
- Erbpflege und Christentum. Fragen der Sterilisation, Aufnordung, Euthanasie, Ehe. Mit einem Geleitwort von Fritz Lenz. Klotz, Leipzig 1940.